# Gåsasjön (Mårdaklevs socken, Västergötland)
Gåsasjön är en sjö i Svenljunga kommun i Västergötland och ingår i Ätrans huvudavrinningsområde. Sjön har en area på 0,0576 kvadratkilometer och ligger 141,1 meter över havet.

## Delavrinningsområde
Gåsasjön ingår i det delavrinningsområde (635098-133001) som SMHI kallar för Ovan Kvarnabäcken. Medelhöjden är 147 meter över havet och ytan är 16,61 kvadratkilometer. Räknas de 85 avrinningsområdena uppströms in blir den ackumulerade arean 2 300,69 kvadratkilometer. Avrinningsområdets utflöde Ätran mynnar i havet. Avrinningsområdet består mestadels av skog (59 procent), öppen mark (10 procent) och sankmarker (20 procent). Avrinningsområdet har 0,14 kvadratkilometer vattenytor vilket ger det en sjöprocent på 0,8 procent.